# Svetlana Kuznetsova (cyclisme)
Cet article concerne la cycliste. Pour la joueuse de tennis, voir Svetlana Kuznetsova. Pour la marcheuse, voir Svetlana Vasilyeva.
Svetlana Kuznetsova, née Svetlana Vasilieva le 15 juillet 1995 à Tchita (Tatarstan), est une coureuse cycliste russe des années 2010.

## Palmarès sur route

### Par années
- 2015
  - Tour d'Adyguée :
    - Classement général
    - 1re étape

  - 2e du Grand Prix of Maykop
- 2017
  - 3e du championnat de Russie sur route

### Classement UCI
| Année                                 | 2015 | 2016 | 2017 |
| ------------------------------------- | ---- | ---- | ---- |
| Classement UCI                        | 88e  | 252e | 474e |
|                                       |      |      |      |
| Légende : nc = non classéSource : UCI |      |      |      |

## Palmarès sur piste

### Championnats du monde juniors
- Glasgow 2013 (juniors)
  -  Médaillée d'argent de la poursuite par équipes juniors

### Championnats d'Europe
- Anadia 2013 (juniors)
  -  Médaillée d'argent de la poursuite par équipes juniors